# Pierina Belli
Pierina Belli (ur. 27 listopada 1883 w Castelvetro Piacentino; zm. 13 czerwca 1977 tamże) – włoska Służebnica Boża Kościoła katolickiego. 

## Życiorys
W 1918 roku założyła Stowarzyszenie Młodzieży Diecezjalnych Girls. Za swoją działalność została odznaczona Krzyżem Pro Ecclesia et Pontifice. Zmarła w wieku 93 lat w opinii świętości. W dniu 4 marca 2007 roku rozpoczął się jej proces beatyfikacyjny.